# Ostiglia
Ostiglia (Ustìlia in dialetto mantovano) è un comune italiano di 6 737 abitanti della provincia di Mantova.

## Geografia fisica
Ostiglia fa parte della provincia di Mantova ed è posta a sud-est rispetto al capoluogo.
Si trova in un'area paludosa nel mezzo della Pianura Padana, a 13 m s.l.m. e sulle rive del fiume Po.
Il territorio comunale confina con la regione Veneto, a nord con la provincia di Verona e a est con la provincia di Rovigo.
Il comune è inoltre attraversato dalla SS12, importante arteria che collega la cittadina con Verona a nord e con Modena e Pisa a sud. Le principali città di riferimento sono Mantova, Verona e Legnago, tutte e tre situate a poche decine di chilometri.

## Origini del nome
Il nome di Ostiglia, come testimonia la forma latina Hostilia,  deriva da un nome personale latino Hostilius, con un suffisso.

## Storia
Ricordata in epoca romana con il nome di Hostilia, rappresentò certamente un punto importante per gli scambi commerciali diretti dall'Emilia verso Verona e i territori germanici: si trovava infatti sulla via Claudia Augusta Padana, citata dagli itinerari romani. Nel I secolo a.C. vi nacque Cornelio Nepote. Nel V secolo d.C. fu sede di una specie di corrieri denominati Dromonarii il cui compito era di trasportare derrate a Verona, allora un'importante città del regno degli Ostrogoti, giunti fino ad Ostiglia in seguito alla dissoluzione dell'Impero Romano. Dopo la riconquista bizantina dell'Italia arrivarono i Longobardi, tra la fine del VI e l'inizio del VII secolo e dopo il 774 i Franchi con Carlo Magno.

### Ostiglia nel Medioevo
Durante il Basso Medioevo Ostiglia entrò nell'orbita di Verona, che ne fece una delle sue piazzeforti con la costruzione di un castello nel 1151. Nel periodo in cui detenne il potere a Verona, la famiglia degli Ezzelini vi acquisì delle proprietà, che furono accuratamente accertate, censite e documentate dopo la loro definitiva sconfitta avvenuta nel 1260. Nel 1308 Ostiglia era sotto il dominio degli Scaligeri, che, tramite una grande catena tesa sul Po, controllavano la navigazione fluviale. Agli Scaligeri subentrarono nel 1381 i Visconti e nel 1391 i Gonzaga.

### Dal Rinascimento al Risorgimento
Da allora Ostiglia fu indissolubilmente legata a Mantova in ambito politico, ma continuò a far parte della Diocesi di Verona fino alla seconda metà del XVIII secolo. Con la caduta dei Gonzaga, nel 1707 Ostiglia passò con tutto il Ducato di Mantova sotto la dinastia imperiale degli Asburgo-Lorena, nella persona dell'imperatore Giuseppe I. Sotto la dominazione austriaca Ostiglia perdette tutta la sua importanza strategica, tanto che l'imperatore Carlo VI nel 1717 ordinò la demolizione del suo castello per utilizzare i materiali nelle fortificazioni di Mantova.
Nel 1797 entrò nella Repubblica Cisalpina voluta da Napoleone I e cessò di essere capoluogo di distretto per diventare cantone del distretto di Mantova. Caduto Napoleone I nel 1814, Ostiglia tornò, sotto la dominazione austriaca, a far parte del Regno Lombardo-Veneto diventando ancora capoluogo di distretto.
Il 26 febbraio 1822 nacque a Ostiglia, Pasquale Miglioretti, scultore.
Con il trattato di pace di Praga del 23 agosto 1866 e di quello di Vienna del 3 ottobre dello stesso anno, Ostiglia passò al Regno d'Italia con la parte rimanente della provincia di Mantova. Un aneddoto racconta che, mentre a Mantova sventolava il tricolore, a Ostiglia permanevano ancora gli Austriaci, cosicché gli abitanti, circondata la gendarmeria, li costrinsero ad andarsene.

### Il secolo delle guerre mondiali
A Ostiglia, poco prima delle due guerre mondiali che avrebbero segnato il Novecento, venne fondata nel 1907 quella che è oggi la più importante casa editrice italiana: la Mondadori, da Arnoldo Mondadori (con l'iniziale supporto di Tomaso Monicelli). L'editrice iniziò l'attività pubblicando il periodico Luce! Nel 1911 pubblicò il primo libro e iniziò la prima collana, La lampada. Divenne una società per azioni nel 1912. Durante la prima guerra mondiale pubblicò giornali destinati alle truppe al fronte fra cui La Tradotta. Nel 1919 la sede venne spostata a Milano.
Durante la seconda guerra mondiale Ostiglia subì numerosi bombardamenti aerei da parte degli angloamericani, a causa della stretta vicinanza al ponte ferroviario sul Po. 
Venne liberata dalla 88ª Divisione di fanteria americana che, il 25 aprile 1945 attraversò il Po, diretta a Verona.

### Simboli
Lo stemma è stato riconosciuto con decreto del Capo del Governo del 28 gennaio 1938.
rami di quercia e d'alloro annodati da un nastro dai colori nazionali e Corona comitale.»
(Art. 6 c. 1 dello Statuto comunale)
Nonostante quanto descritto nello Statuto, viene utilizzato uno scudo timbrato dalla corona muraria di Comune.
Il gonfalone, concesso con regio decreto del 7 maggio 1942, è un drappo di azzurro.

## Monumenti e luoghi d'interesse

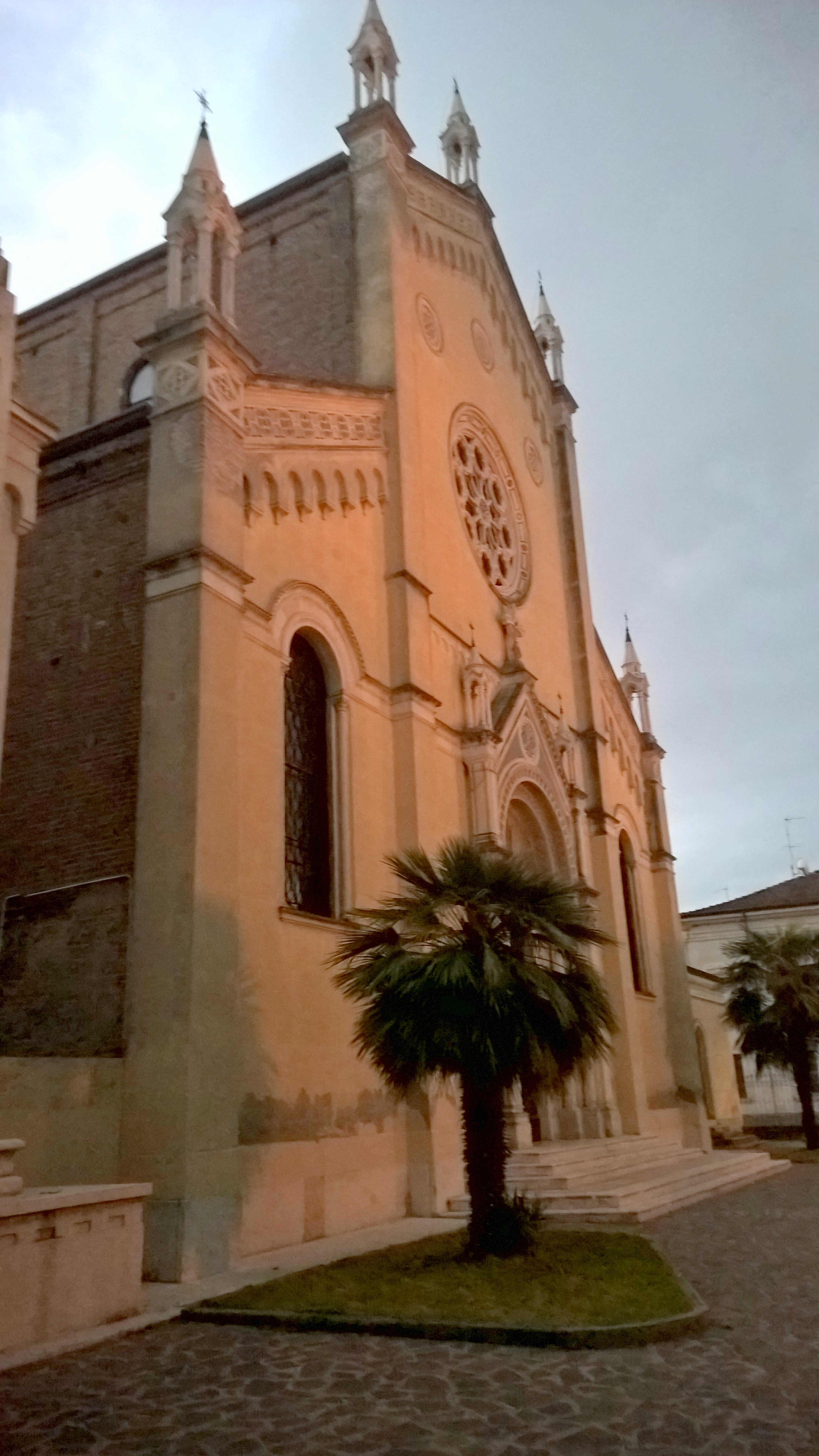
La Chiesa Parrocchiale di Santa Maria Assunta

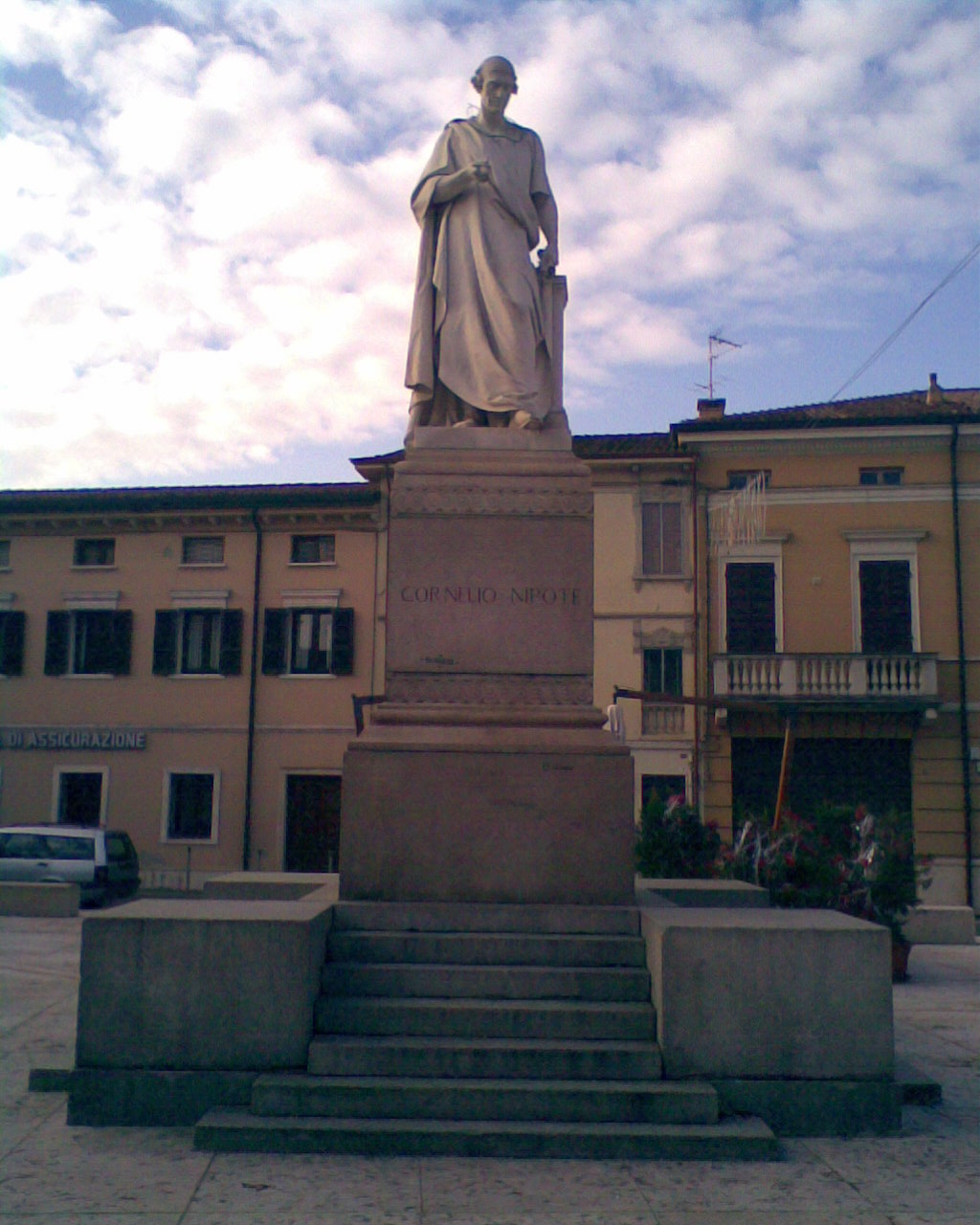
Monumento a Cornelio Nepote

- Palazzo Bonazzi. Edificio settecentesco dalla facciata in mattone cotto con inserti in marmo bianco in corrispondenza dei capitelli e delle lesene. È sede del Municipio. Annesso al palazzo vi è il Giardino Storico Bonazzi che occupa una superficie di 6.000 m². e che unitamente all'adiacente Giardino Pubblico di 7.800 m², risulta vincolato da tutela paesistica con decreto ministeriale del 3 gennaio 1952.
- Parrocchiale di Santa Maria Assunta. Edificio neogotico lombardo costruito nel 1890, architetto Pietro Saccardo.
- Chiesa di Santa Maria di Castello. Antica chiesa cinquecentesca, sconsacrata e riutilizzata in passato come officina meccanica. Ne rimangono solo ruderi. Adiacente si trova la Torre civica, ultimo vestigio del castello.
- Palazzo Foglia. Palazzo ottocentesco, costruito nel 1833, sede del Museo civico archeologico, della Biblioteca comunale e della Biblioteca musicale Giuseppe Greggiati. Dà sulla centrale piazza Cornelio, ove si trova il monumento a Cornelio Nepote.
- Teatro Nuovo "Mario Monicelli". Costruito nel 1839 in stile neoclassico, è utilizzato sia come cinema che come teatro. Nell'aprile 2011 il teatro fu intitolato[15] al regista Mario Monicelli, figlio dell'ostigliese Tomaso.
- Santuario della Beata Vergine della Comuna, in frazione Comuna Santuario. Luogo di culto molto frequentato dai fedeli della zona e attualmente officiato da una comunità di Frati Minori. Fu fondato nel XV secolo per iniziativa del duca di Mantova Federico II Gonzaga[16], per accogliere più agevolmente i pellegrini che visitavano la precedente chiesa, costruita in seguito a un'apparizione mariana avvenuta, secondo la tradizione, verso la fine del 1300 a una pastorella sordomuta, guarita dopo l'episodio[17]. Fu trasformato in forme rinascimentali nel XVI secolo: nei rimaneggiamenti si è voluta vedere la mano di Giulio Romano. Della costruzione primitiva rimane solo una lunetta archiacuta raffigurante san Giorgio e il drago. All'interno è conservata una statua lignea della Madonna col Bambino, entrambi incoronati.
- Riserva naturale Isola Boschina. Isola formatasi a partire dal XVII secolo nell'alveo del fiume Po tra gli abitati di Ostiglia e Revere, è stata sottoposta a protezione naturalistica con l'istituzione nel 1985 di una Riserva naturale regionale.
- Pista ciclabile Treviso-Ostiglia. È una pista ciclabile che collega Treviso a Ostiglia riutilizzando il sedime della Ferrovia Treviso-Ostiglia. Il percorso è attualmente lungo 58 km, sui 118 di totale estensione del tracciato storico della ferrovia

### Aree naturali
- Parco Golenale lungo Po
- Palude di Ostiglia

## Società

### Evoluzione demografica
Abitanti censiti

## Cultura

### Musei e gallerie
- Fondo Musicale Opera Pia Giuseppe Greggiati - Piazza Cornelio 2 (c/o Palazzo Foglia)
- Civico Museo Archeologico - Piazza Cornelio 2 (c/o Palazzo Foglia)
- Palazzina Mondadori - Strada Statale 12, Abetone Brennero Est
- Museo della farmacopea - Palazzo Bonazzi.

### Cucina
- Torta Ostiglia: dolce con cialda a base di albumi d'uovo e mandorle con ripieno di zabaione e mandorle conosciuta e apprezzata ben oltre i confini della cittadina.
- Schiacciatine ostigliesi: prodotto da forno, secco, a base di farina, strutto di maiale, acqua e sale; comunemente consumata a colazione o come spuntino.

### Eventi
Ogni anno si svolge la manifestazione "L'arte e l'antico tra portici e piazze" una mostra mercato di antiquariato e collezionismo nel centro storico.
Dal 2008 si svolge, su impulso della Fondazione Mondadori, il Premio Ostiglia-Arnoldo Mondadori. Un libro al cinema. Con questa manifestazione che ebbe Mario Monicelli come primo presidente di giuria, si vuole premiare il miglior film italiano tratto da un libro.

## Infrastrutture e trasporti

### Strade
La principale arteria che attraversa il comune è la Strada statale 12 dell'Abetone e del Brennero. Essa è un'importante infrastruttura che collega la cittadina a nord con Verona e il nord Europa, mentre a sud con Modena e l'emiliano.
Altra arteria presente sul territorio è la ex Strada statale 482 Alto Polesana (detta anche l'Ostigliese), strada che collega Mantova a Badia Polesine, nel rodigino.

### Ponti sul Po

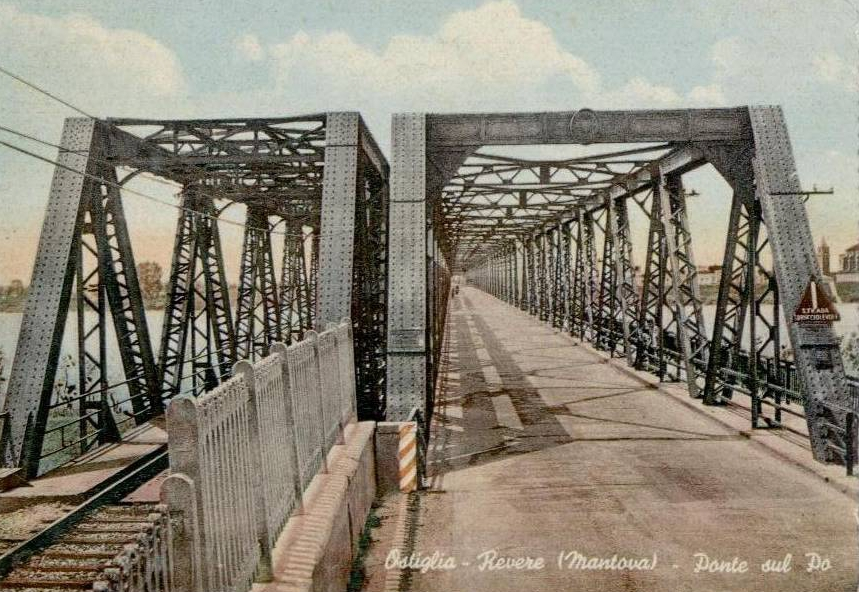
Il doppio ponte di ferro all'imboccatura di Ostiglia

Il ponte sul Po tra Ostiglia e Revere è un'infrastruttura stradale e (ormai non più) ferroviaria, che collega le città di Ostiglia e Revere in provincia di Mantova, situate sulle sponde opposte del fiume Po.
Il nuovo ponte ferroviario sul Po tra Ostiglia e Revere è un'infrastruttura ferroviaria della linea Bologna-Verona che attraversa il fiume Po, posta tra le stazioni di Ostiglia e Poggio Rusco, in provincia di Mantova. È stato inaugurato il 14 dicembre 2008.

### Ferrovie e tranvie
La stazione di Ostiglia, inaugurata nel 2008, è posta sulla linea Bologna - Verona.
La vecchia stazione era posta sul tracciato originario della linea, abbandonato in seguito all'attivazione di una variante a doppio binario. Fu capolinea della ferrovia Treviso-Ostiglia, definitivamente smantellata nel 1997.
Tra il 1884 e il 1934, il paese fu stazione terminale della tranvia Brescia-Mantova-Ostiglia. Il fabbricato dell'impianto si trovava nei pressi dell'ingresso dello zuccherificio che sorgeva nei pressi dell'argine del Po.

## Amministrazione
| Periodo | Periodo   | Primo cittadino    | Partito                        | Carica  | Note |
| ------- | --------- | ------------------ | ------------------------------ | ------- | ---- |
| 1995    | 1999      | Graziella Borsatti | Lista Civica (Centro-sinistra) | Sindaco |      |
| 1999    | 2004      | Graziella Borsatti | Lista Civica (Centro-sinistra) | Sindaco |      |
| 2004    | 2009      | Carla Salvadori    | Lista Civica                   | Sindaco |      |
| 2009    | 2014      | Umberto Mazza      | Lista Civica                   | Sindaco |      |
| 2014    | 2019      | Valerio Primavori  | Lista Civica                   | Sindaco |      |
| 2019    | in carica | Valerio Primavori  | Lista Civica "Ostiglia Vale"   | Sindaco |      |